# Kostel Nanebevzetí Panny Marie (Targoviště)
Kostel Nanebevzetí Panny Marie (bulharsky Църква Свето Успение Богородично / Tsŭrkva Sveto Uspenie Bogorodično) je pravoslavná církevní stavba v Tărgovište. Je to jeden z nejlepších příkladů střední a pozdní církevní architektury bulharského národního obrození.

## Historie

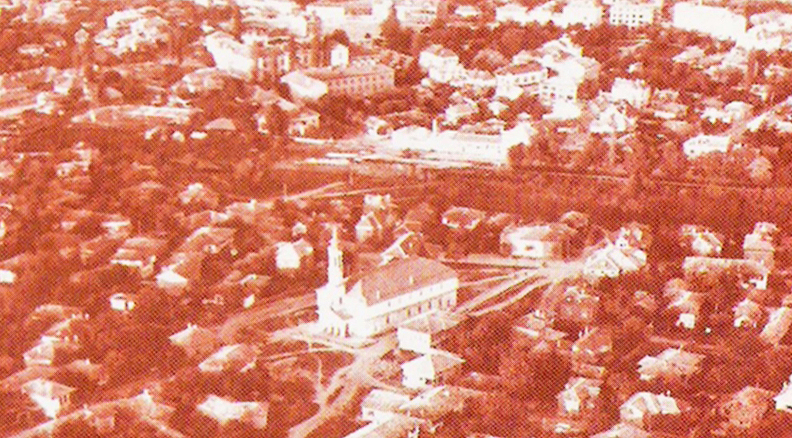
Kostel v roce 1930

Budova se nachází ve čtvrti Varoša - staré město v Tărgovište.
Kostel byl postaven v letech 1847-1851 Ustou Dimitarem z trjavnanské školy. Zvonicí byla původně dřevěná konstrukce vedle budovy. Kamenný kostel o třech lodích se rozkládá na ploše 510 m². Výbavení interiéru včetně ikonostasu bylo zhotoveno v roce 1860 taktéž uměleci trjavnanské školy. Na začátku 20. století byla Gencho Novakovem dostavěna elegantní zvonice, kterou navrhl italský autor Paul Forlani .